# Efstrátios Grívas
Pour les articles homonymes, voir Grivas.
Efstrátios Grívas (grec moderne : Ευστράτιος Γρίβας) est un joueur d'échecs, un entraîneur et un organisateur de tournois d'échecs grec né le 30 mars 1966, grand maître international depuis 1993.
Au 1er avril 2023, il est le 26e joueur grec avec un classement Elo de 2 396 points.

## Palmarès
Efstrátios Grívas a remporté :
- le tournoi du Cap-d'Agde en 1983 ;
- deux fois le championnat de Grèce (en 1983 et 1996) ;
- deux fois le tournoi de l'Acropole d'Athènes (tournoi Acropolis, en 1986 et 1991)[2].

Il fut quatrième du championnat du monde d'échecs junior en 1986 remporté par Viswanathan Anand devant Vassili Ivantchouk.
Efstrátios Grívas a représenté la Grèce lors de trois championnats d'Europe par équipe de 1989 à 1997 et de huit olympiades (huit fois de suite de 1984 à 1998).
Lors du championnat d'Europe par équipe de 1989, il marqua 6,5 points sur 9, avec une performance Elo de (2 622 points) et remporta la médaille d'or individuelle au troisième échiquier. Lors de l'Olympiade d'échecs de 1998, Grívas marqua 7,5 points sur 10 (cinq victoires et cinq nulles), avec une performance Elo de (2 608 points) et remporta la médaille d'argent individuelle au troisième échiquier.

## Publications
Grívas a reçu le prix Issaak Boleslavski du meilleur auteur décerné par la Fédération internationale des échecs en 2009 et 2015.
- A Complete Guide to the Grivas Sicilian, Gambit Publications, 2005.  (ISBN 978-1-904600-36-7).
- Beating the Fianchetto Defences, Gambit Publications, 2006.  (ISBN 978-1-904600-48-0).
- Chess College 1: Strategy, Gambit Publications, 2006.  (ISBN 978-1-904600-45-9).
- Chess College 2: Pawn Play, Gambit Publications, 2006.  (ISBN 978-1-904600-47-3).
- Chess College 3: Technique, Gambit Publications, 2006.  (ISBN 978-1-904600-57-2).
- Beating the Fianchetto Defences, Éd. Gambit, 2006,  (ISBN 978-1-9046-0048-0), 192 pages ;
- Modern Chess Planning, Gambit Publications, 2007.  (ISBN 978-1-904600-68-8).
- Practical Endgame Play - mastering the basics, Everyman Chess, 2008.  (ISBN 978-1-85744-556-5).
- SOS - Secrets of Opening Surprises 13, Interchess BV (New In Chess), 2011,  (ISBN 978-90-5691-341-0))
- The Modernized Grivas Sicilian, Thinkers Publishing, 2022  (ISBN 978-94-6420-139-0))
- The Grivas Anti-Sicilian Bible, Thinkers, 2022  (ISBN 978-94-6420-161-1))